# Mervyn Storey
Edwin Poots (Armoy, 4 settembre 1964) è un politico britannico del Partito Unionista Democratico (DUP), che è membro dell'Assemblea dell'Irlanda del Nord (MLA) per North Antrim dal 2003. Storey è stato ministro per lo sviluppo sociale nell'esecutivo dell'Irlanda del Nord (2014-16) e nel 2016 è stato nominato ministro per le finanze e il personale.

## Biografia
Robert Mervyn Storey è nato ad Armoy, nella contea di Antrim, il 4 settembre 1964. Suo padre Nat era un membro fondatore del Partito Unionista Protestante che lavorò nell'ufficio elettorale di Ian Paisley. Storey ha studiato alla Armoy Primary School e alla Ballymoney High School. Lasciata la scuola nel 1980 ha lavorato in una fabbrica di pancetta, diventando direttore di produzione. Nel 2000 ha lasciato l'azienda ed è entrato a far parte dell'ufficio elettorale di Ian Paisley a Ballymena.
Storey è sposato con Christine e ha tre figli.

## Carriera politica
Storey è un ex membro della Fire Authority for Northern Ireland. Storey è stato eletto al consiglio di Ballymoney nel 2001 e di nuovo nel 2005. È membro del partenariato per la strategia locale di Ballymoney e del partenariato regionale per l'Irlanda del Nord. Nel 2000 è stato responsabile della campagna elettorale per le elezioni suppletive di William McCrea per South Antrim e anche nel 2001 per le elezioni di Gregory Campbell e Ian Paisley rispettivamente a East Londonderry e North Antrim. Tutte e tre le campagne hanno avuto successo.
Storey è stato eletto all'Assemblea dell'Irlanda del Nord nelle elezioni del 2003. Dal 2008 al 2014 è stato presidente del Comitato per l'istruzione dell'Assemblea dell'Irlanda del Nord.
Da settembre 2014 a gennaio 2016 Storey è stato ministro per lo sviluppo sociale. Si è dimesso da questo incarico più volte nel mese di settembre e ottobre 2015 nel contesto di una crisi politica.
Nel gennaio 2016 Storey è stato nominato Ministro per le finanze e il personale.
Da giovane creazionista terrestre, e membro del "Consiglio di riferimento" della fondazione creazionista Caleb Foundation, ha presentato una petizione all'allora ministro dell'istruzione nordirlandese, Caitríona Ruane, affinché insegnasse il disegno intelligente nelle scuole dell'Irlanda del Nord, oltre a opporsi a una mostra sull'evoluzione nell'Ulster Museum e ai cartelli del Selciato del gigante nel suo collegio elettorale di North Antrim.